# 西二軒屋町
西二軒屋町（にしにけんやちょう）は、徳島県徳島市の町名。現行行政地名は西二軒屋町一丁目及び西二軒屋町二丁目。2023年（令和５年）１月現在の人口は228人、世帯数は165世帯。郵便番号は〒770-8061。

## 地理
徳島市の東部、市街地の南西部に位置し、東富田地区・八万地区に属している。東は二軒屋町の商店街に接し、西は眉山東部の勢見山に続く。大部分が急峻な山麓に位置する住宅密集地である。一丁目に秋葉神社、二丁目に浄土真宗本願寺派潮見寺と眉山病院があり、他は住宅地となっている。

### 山岳
- 眉山
- 勢見山

## 歴史
古くは「なみだまち」の通称があり、広く使用されていた。この称については、当地には浪が多く打ち寄せていたことから「浪多町」と言われた、あるいは当地が他所へ向かう港であり惜別の情の「涙町」と呼ばれた、との口伝がある。いずれにせよ、往古、当地が海浜であった事を示唆している。

### 地名の由来
町名の由来は、古来当地に人家が二軒しか存在しなかったことから名付けられたと伝わる。

## 交通

### 道路
- 国道438号
- 徳島県道136号宮倉徳島線

## 施設

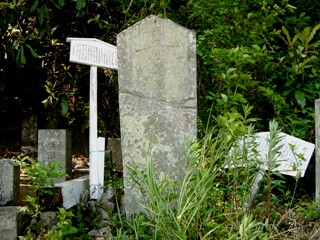
焼香庵跡（オッパショ石）

- 潮見寺
- 焼香庵跡（オッパショ石）
- 眉山病院